# Halasi Imre
Halasi Imre (Budapest, 1951. június 24. –) Jászai Mari-díjas magyar rendező, színházigazgató, érdemes művész, a zalaegerszegi Hevesi Sándor Színház örökös tagja.

## Életpályája
Halasi Imre színész és Gróza Erzsébet színésznő gyermekeként született.
1969-ben érettségizett a József Attila Gimnáziumban. 1969–1970 között a Nemzeti Színház stúdiójának tagja volt. 1974–1979 között a Színház- és Filmművészeti Főiskola hallgatója volt, Békés András és Lengyel György tanítványaként.
1970–1974 között a debreceni Csokonai Színházban volt rendezőasszisztens. 1979–1981 között a Mikroszkóp Színpadon rendezett. 1980–1989 között az MSZMP tagja volt. 1981–1982 között a Szegedi Nemzeti Színház rendezője, ezt követően 15 évig a zalaegerszegi Hevesi Sándor Színház alapító-rendezője, 1987-től tíz évig pedig a színház igazgató-főrendezője volt. 1994–1998 között országgyűlési képviselő volt (Zala megye, MSZP). 1996–1998 között a kultúr- és sajtóbizottság tagja volt. 1997–2000 között a Budapesti Operettszínház igazgatója volt, 2003–2012 között a Miskolci Nemzeti Színház igazgatója. Vendégrendező Debrecenben, Kassán, a Népszínházban, Egerben. 2006 óta a Magyar Színházi Társaság elnökségi tagja.

## Magánélete
1984–1993 között Máthé Zsuzsanna volt a felesége. Egy fiuk született: Dániel (1985). 2006-tól felesége Tarjányi Zsuzsanna balettművész.

## Színházi szerepei
- Eörsi István: Hordók....Ifj. Nyolcas
- Szakonyi Károly: Adáshiba....Imrus
- Weiss: Jean Paul Marat üldöztetése és meggyilkoltatása, ahogy a charentoni elmegyógyintézet színjátszói előadják De Sade úr betanításában....
- Csiky Gergely: Nagymama....Pincér
- Martos-Bródy: Sybill....Kadét
- Darvas József: Részeg eső....Hollán Béla
- Benatzky: Az esernyős király....Marcel Poussy
- Csokonai Vitéz Mihály: A méla Tempefői, vagy az is bolond, aki poétává lesz Magyarországon....Postalegény
- Kazantzakisz: Zorba....Mimiko

## Színházi rendezései
- Tennessee Williams: Múlt nyáron, hirtelen (1977)
- Romhányi József: Hamupipőke (1977, 1986)
- Baum: Óz, a nagy varázsló (1979)
- Bródy Sándor: A medikus (1979)
- Csingiz Ajtmatov: Az első vadászat (1979)
- Vaszilij Makarovics Suksin: Energikus emberek (1979)
- Karinthy Ferenc: Gellérthegyi álmok (1980)
- Leonid Zorin: Varsói melódia (1981)
- Ruzante: A csapodár madárka[2] (1981)
- Bibbiena: Calandria (1981)
- Kálmán Imre–Julius Brammer–Alfred Grünwald: A Montmartre-i ibolya (1981, 1994, 1997)
- Páskándi Géza: Galváni békája (1982)
- Urbán Ernő: Uborkafa (1982)
- Dóczy Lajos: Csók (1982)
- Schnitzler: Körtánc (1982, 1984, 1986)
- Szophoklész: Antigoné (1982)
- Fielding: Lakat alá a lányokkal (1983, 1986)
- Tóth Ede: A falu rossza (1983, 1988)
- Csiky Gergely: A kalap (1983)
- Katona József: Bánk bán (1983)
- Csurka István: Ki lesz a bálanya? (1983)
- Mándy Iván: Mélyvíz (1984)
- Stefan Heym: A krónikás (1984)
- Dolce: A kölyök (1984)
- Gelman: Prémium (1984)
- Jack Popplewell: A szegény hekus esete a papagájjal (1985)
- William Shakespeare: Vízkereszt, vagy amit akartok (1985)
- Kisfaludy Károly: A pártütők (1985)
- Bertolt Brecht: Kurázsi mama és gyermekei (1985)
- Schnitzler–Kemény G.: A zöld kakadu (1986)
- Tömöry Péter: Síp a tökre (1986)
- Charles Dickens: Olivér (1986)
- Tennessee Williams: Üvegfigurák (1987)
- Gorin: Gyalog a holdsugáron (1987)
- Paso: Ön is lehet gyilkos (1987)
- Móricz Zsigmond: Sári bíró (1987)
- Braden: A színezüst csehó (1987)
- Townsend–Howard: A 13 és 3/4 éves Adrian Mole titkos naplója (1987)
- William Shakespeare: Ahogy tetszik (1988)
- Marsall László: Sziporka és a sárkány (1989)
- Victor Hugo: A Notre Dame-i toronyőr (1989)
- Szép Ernő: Lila ákác (1990)
- John Steinbeck: Egerek és emberek (1990, 2001)
- Szigligeti Ede: Liliomfi (1990)
- Klaus Mann–Mnouchkine: Mefisztó (1990)
- Arthur Miller: Alku (1990)
- Kellér Dezső–Horváth Jenő–Szenes Iván: A szabin nők elrablása (1991, 1994)
- Móricz Zsigmond: Légy jó mindhalálig (1991)
- Csiky Gergely: A nagymama (1991)
- Paul Pörtner: Hajmeresztő (1992, 2000)
- Horváth Péter: A padlás (1992, 2009)
- Szirmai Albert–Bakonyi Károly–Gábor Andor: Mágnás Miska (1992)
- Neil Simon: Ilyen nincs! (1992)
- Petit: Mayflower (1993)
- Neil Simon: Pletykák (1993)
- Faragó Zsuzsa: Kalifornia blues (1993)
- Stein: Zorba (1993, 2005)
- Ariano Suassuna: A kutya testamentuma (1994)
- Fasori kabaré (1994)
- Dale Wasserman–Mitch Leigh: La Mancha lovagja (1994)
- Ken Kesey: Kakukkfészek (1995)
- Nell Dunn: Gőzben (1995)
- William Shakespeare: Lear király (1996)
- Huxley: Tea rózsával (1996)
- Murray Schisgal: Szerelem, Ó! (1996)
- Kálmán Imre: Csárdáskirálynő (1996, 2001, 2004, 2005)
- Reginald Rose: Tizenkét dühös ember (1996)
- Jim Jacobs–Warren Casey: Grease (1997)
- Lehár Ferenc: A mosoly országa (1998, 2003, 2010)
- ifj. Johann Strauss–Ignaz Schnitzler: A cigánybáró (1999)
- Georg Kreisler: Lola Blau (2001, 2002)
- Gioachino Rossini: Hamupipőke (2001)
- Dés László–Böhm György–Korcsmáros György–Horváth Péter: Valahol Európában (2002, 2006, 2019)
- Szigligeti Ede: Párizsi vendég (2002)
- Pozsgai Zsolt: A kölyök (2002, 2004)
- Eisemann Mihály–Zágon István-Somogyi Gyula: Fekete Péter (2002)
- Kálmán Imre–Julius Brammer–Alfred Grünwald: Marica grófnő (2002, 2003)
- Vajda Katalin–Valló Péter–Fábri Péter: Anconai szerelmesek (2004)
- Victor Hugo: Quasimodo (2005)
- Alekszandr Szergejevics Puskin: Anyegin (2005)
- Rideg Sándor: Indul a bakterház (2005)
- ifj. Johann Strauss–Carl Hafner–Richard Genée: A denevér (2006, 2007)
- Jacques Offenbach: Hoffmann meséi (2007, 2008)
- Gioachino Rossini: A sevillai borbély (2009)
- Fenyő Miklós–Böhm György–Korcsmáros György: Hotel Menthol (2009)
- Indig Ottó: Menyasszonytánc (2010)
- Pietro Mascagni: Parasztbecsület (2011)
- Ruggero Leoncavallo: Bajazzók (2011)
- Topolcsányi Laura-Berkes Gábor-Geszti Péter: Csakazértis szerelem (2014)

## Díjai, elismerései
- Jászai Mari-díj (1995)
- Érdemes Művész (2010)
- Budapestért díj (2023)[3]